# Pseudomunida
- | Rijk:         | Animalia (Dieren)                    |
| Stam:         | Arthropoda (Geleedpotigen)           |
| Onderstam:    | Crustacea (Kreeftachtigen)           |
| Superklasse:  | Multicrustacea                       |
| Klasse:       | Malacostraca (Hogere kreeftachtigen) |
| Onderklasse:  | Eumalacostraca                       |
| Superorde:    | Eucarida                             |
| Orde:         | Decapoda (Tienpotigen)               |
| Onderorde:    | Pleocyemata                          |
| Infraorde:    | Anomura                              |
| Superfamilie: | Chirostyloidea                       |
| Familie:      | Eumunididae                          |

| Portaal | Biologie |

Pseudomunida is een geslacht van kreeftachtigen uit de klasse van de Malacostraca (hogere kreeftachtigen).

## Soort
- Pseudomunida fragilis Haig, 1979